# 1809
1809 (MDCCCIX) je bilo navadno leto, ki se je po gregorijanskem koledarju začelo na nedeljo, po 12 dni počasnejšem julijanskem koledarju pa na petek.

## Rojstva
- 15. januar - Pierre-Joseph Proudhon, francoski ekonomist, filozof († 1865)
- 3. februar - Felix Mendelssohn, nemški skladatelj
- 15. februar - Cyrus Hall McCormick, ameriški izumitelj († 1884)
- 21. februar - Charles Robert Darwin, angleški naravoslovec († 1882)
- 4. april - Benjamin Peirce, ameriški matematik († 1880)
- 6. september - Bruno Bauer, nemški teolog, bibilicist, filozof in ateist († 1882)
- 12. februar - Abraham Lincoln, ameriški politik, 16.ameriški predsednik  († 1865)

## Smrti
- 31. maj - Jean Lannes, Napoleonov general in maršal Francoskega cesarstva (* 1769)
- 8. junij - Thomas Paine, ameriški revolucionar, pisatelj (* 1737)